# これは これで ありかな なんて…
「これは これで ありかな なんて…」は、久川綾の楽曲で、7枚目シングル（品番:VPCG-82109）。1998年8月21日にバップより発売された。

## 解説
カップリングの「ヴェネツィア」と「ため息が眠らない」は、共に1998年3月29日赤坂BLITZでのライブヴァージョンの音源を収録。
初回封入特典はレーベル型ステッカー2枚（ビクチャーレーベル仕様）。

## 収録曲
1. これは これで ありかな なんて… [5:07]
作詞：久川綾　作曲：M.Rie　編曲：百石元
  - RKBラジオ『久川綾のシャイニーナイト』エンディングテーマ
2. Party! Party! [4:20]
作詞：工藤哲雄　作曲：平沢仁　編曲：百石元
3. ヴェネツィア（ライブ・ヴァージョン） [3:40]
作詞：久川綾　作曲：久保田洋司　編曲：重実徹
4. ため息が眠らない（ライブ・ヴァージョン） [5:05]
作詞・作曲：西脇唯　編曲：亀田誠治
5. これは これで ありかな なんて…（オルゴール・ヴァージョン） [4:22]
編曲：大森亮